# .338 Lapua Magnum
.338 Lapua Magnum (8,6×70 мм або 8,58×70 мм) — набій центрального бою з гільзою пляшкової форми, без виступу за краї, розроблений для військових снайперів для ефективної стрільби на велику відстань. Війни в Афганістані та Іраку на практиці довели його ефективність і сприяли істотному поширенню. .338 Lapua має подвійне призначення: боротьбу з живою силою і технікою супротивника. Але можливості боротьби з технікою обмежені меншою кінетичною енергією кулі, особливо в порівнянні з .50 BMG. Діаметр фланцю дорівнює 14,93 мм, а загальна довжина набою 93,5 мм. Куля здатна пробивати кращі за стандартні бронежилети на відстані до 1000 м, а максимальна ефективна відстань вогню сягає 1750 м. Початкова швидкість кулі залежить від температури і складу пороху та коливається від 880 м/c до 915 м/c для цивільної кулі вагою 16,2 г (250 гран), а початкова енергія кулі становить близько 6525 Дж.
У листопаді 2009 року британський снайпер Крейг Гаррісон пострілом із гвинтівки L115A3 Long Range Rifle (AWM) встановив світовий рекорд на влучний постріл у бойових умовах на відстань 2475 м. Він використав нестандартний набій підвищеної потужності 91,4 мм завдовжки і 16,2 г (250 гран) кулею з високим аеродинамічним коефіцієнтом LockBase B408.
Окрім використання військовими набій стає все більш популярним серед мисливців та ентузіастів стрільби на велику відстань. .338 Lapua Magnum можна вбити будь-яку дичину, хоча придатність для полювання на великих тварин (буйвола, бегемота, білого носорога і слона) сумнівна без «резервної» зброї більшого калібру, оскільки попри здатність вбити тварину, цей набій не завжди може її зупинити. У Намібії .338 Lapua Magnum дозволений для полювання на Велику африканську п'ятірку, якщо початкова енергія кулі не менша за 5400 Дж.